# Skelleftehamn–Jakobstad
Skelleftehamn–Jakobstad var en färjelinje som drevs 1969 till 1998. När linjen lades ner 1998 upphörde trafiken från Skellefteå kommun till Finland.

## Historia
År 1960 blev tre affärsmän från Skellefteå delägare i Rederi AB Bottenviken. Åren 1960–1962 bedrev de linjen Ursviken–Gamla Karleby, 1962–1965 Skelleftehamn–Gamla Karleby och 1965–1967 Kåge–Gamla Karleby. Därefter övertogs färjetrafiken av Rauanheimo Oy som först bedrev färjelinjen Skelleftehamn–Gamla Karleby. Från 1969 upphörde trafiken till Gamla Karleby och istället gick färjetrafiken till finska Jakobstad med följande färjor:  
- 1969–72 Nordek
- 1971 Bore II
- 1972 Bore III
- 1973 Bore Nord
- 1974 Nord Express
- 1976 Achilleus
- 1977–80 Borea
- 1982–83 Polar Express
- 1984–85 Fennia
- 1986–89 Fenno Express
- 1988–91 Polar Princess
- 1990–91 Fenno Star
- 1992–98 Fennia

Den 15 september 1998 avgick den sista färjan från Skelleftehamn till Finland. Slutdestination var Jakobstad.